# Liste des monuments historiques de Sarre-Union
Ce tableau présente la liste de tous les monuments historiques de Sarre-Union (Bas-Rhin), classés ou inscrits.

## Monuments historiques
Selon la base Mérimée, il y a 17 monuments historiques à Sarre-Union, inscrits ou classés.
| Monument                                                     | Adresse                         | Coordonnées                      | Notice         | Protection | Date      | Illustration                                                |
| ------------------------------------------------------------ | ------------------------------- | -------------------------------- | -------------- | ---------- | --------- | ----------------------------------------------------------- |
| Hôtel de ville de Neusaarwerden façades, toiture             | Neusaarwerden 1, rue de l'École | 48° 56′ 14″ nord, 7° 04′ 39″ est | « PA00084927 » | Inscrit    | 1934      | Hôtel de ville de Neusaarwerdenfaçades, toiture             |
| Hôtel de ville porte encastrée                               | 34, Grand-Rue                   | 48° 56′ 26″ nord, 7° 05′ 22″ est | « PA00084928 » | Inscrit    | 1934      | Hôtel de villeporte encastrée                               |
| Maison porte, oriel                                          | 6, rue du Couvent               | 48° 56′ 29″ nord, 7° 05′ 18″ est | « PA00084929 » | Inscrit    | 1934      | Maisonporte, oriel                                          |
| Maison porte sur rue avec vantaux                            | 29, rue du Couvent              | 48° 56′ 29″ nord, 7° 05′ 23″ est | « PA00084930 » | Inscrit    | 1934      | Maisonporte sur rue avec vantaux                            |
| Maison porte sur rue avec vantaux                            | 22, rue Frédéric-Fluher         | 48° 56′ 28″ nord, 7° 05′ 17″ est | « PA00084931 » | Inscrit    | 1934      | Maisonporte sur rue avec vantaux                            |
| Maison - oriel - façades sur rue et sur cour                 | 11, Grand-Rue                   | 48° 56′ 23″ nord, 7° 05′ 17″ est | « PA00084933 » | Inscrit    | 1934 1993 | Maison- oriel- façades sur rue et sur cour                  |
| Maison porte sur cour                                        | 9, Grand-Rue                    | 48° 56′ 23″ nord, 7° 05′ 17″ est | « PA00084932 » | Inscrit    | 1934      | Maisonporte sur cour                                        |
| Maison oriel                                                 | 25, Grand-Rue                   | 48° 56′ 24″ nord, 7° 05′ 19″ est | « PA00084934 » | Inscrit    | 1934      | Maisonoriel                                                 |
| Maison oriel                                                 | 37, Grand-Rue                   | 48° 56′ 25″ nord, 7° 05′ 22″ est | « PA00084935 » | Inscrit    | 1934      | Maisonoriel                                                 |
| Maison porte sur rue avec escalier                           | 1, rue des Potiers              | 48° 56′ 29″ nord, 7° 05′ 26″ est | « PA00084936 » | Inscrit    | 1934      | Maisonporte sur rue avec escalier                           |
| Maison portail d'entrée                                      | 1, rue du Presbytère            | 48° 56′ 22″ nord, 7° 05′ 16″ est | « PA00084937 » | Inscrit    | 1934      | Maisonportail d'entrée                                      |
| Maison façades, toiture                                      | 1, rue des Tourneurs            | 48° 56′ 26″ nord, 7° 05′ 26″ est | « PA00084938 » | Inscrit    | 1934      | Maisonfaçades, toiture                                      |
| Maison porte sur rue, appui de la baie avec console et porte | 14, rue de Verdun               | 48° 56′ 15″ nord, 7° 04′ 46″ est | « PA00084939 » | Inscrit    | 1934      | Maisonporte sur rue, appui de la baie avec console et porte |
| Maison porte sur rue                                         | 16, rue de Verdun               | 48° 56′ 15″ nord, 7° 04′ 45″ est | « PA00084940 » | Inscrit    | 1934      | Maisonporte sur rue                                         |
| Maison porte sur rue                                         | 25, rue de Verdun               | 48° 56′ 15″ nord, 7° 04′ 42″ est | « PA00084941 » | Inscrit    | 1934      | Maisonporte sur rue                                         |
| Maison maison, bergerie                                      | 27, rue de Verdun               | 48° 56′ 15″ nord, 7° 04′ 41″ est | « PA00084942 » | Inscrit    | 2011      | Maisonmaison, bergerie                                      |
| Temple réformé ancien temple                                 | Rue des Églises                 | 48° 56′ 14″ nord, 7° 04′ 46″ est | « PA00084943 » | Inscrit    | 1923      | Temple réforméancien temple                                 |

## Mobiliers historiques
Selon la base Palissy, il y a 27 objets monuments historiques à Sarre-Union.
| Monument historique                                     | Localisation                              | Protection | Date de la protection | Référence            | Photo |
| ------------------------------------------------------- | ----------------------------------------- | ---------- | --------------------- | -------------------- | ----- |
| tableau, cadre : Saint-Georges terrassant le dragon     | chapelle du collège des Jésuites          | classé     | 1997                  | Notice no PM67000783 |       |
| ciboire                                                 | église catholique Saint-Georges           | inscrit    | 2000                  | Notice no PM67001442 |       |
| tableau : L'Assomption                                  | église catholique Saint-Georges           | inscrit    | 2000                  | Notice no PM67001441 |       |
| tableau : Descente de croix                             | église catholique Saint-Georges           | inscrit    | 2000                  | Notice no PM67001440 |       |
| tableau : Adoration des bergers                         | église catholique Saint-Georges           | inscrit    | 2000                  | Notice no PM67001439 |       |
| groupe sculpté : Vierge de Pitié                        | église catholique Saint-Georges           | inscrit    | 2000                  | Notice no PM67001438 |       |
| groupe sculpté : Calvaire                               | église catholique Saint-Georges           | inscrit    | 2000                  | Notice no PM67001437 |       |
| meuble de sacristie                                     | église catholique Saint-Georges           | inscrit    | 2000                  | Notice no PM67001436 |       |
| console bipode                                          | église catholique Saint-Georges           | inscrit    | 2000                  | Notice no PM67001435 |       |
| bancs de fidèles : 62 jouées et 10 parecloses           | église catholique Saint-Georges           | inscrit    | 2000                  | Notice no PM67001434 |       |
| fonts baptismaux                                        | église catholique Saint-Georges           | inscrit    | 2000                  | Notice no PM67001433 |       |
| chaire à prêcher                                        | église catholique Saint-Georges           | inscrit    | 2000                  | Notice no PM67001432 |       |
| maître-autel                                            | église catholique Saint-Georges           | inscrit    | 2000                  | Notice no PM67001431 |       |
| dalle funéraire de Jean-François de Kiecler             | église catholique Saint-Georges           | inscrit    | 2000                  | Notice no PM67001430 |       |
| calice, patène et ciboire                               | église catholique Saint-Georges           | inscrit    | 2000                  | Notice no PM67001429 |       |
| calice                                                  | église catholique Saint-Georges           | inscrit    | 2000                  | Notice no PM67001428 |       |
| calice                                                  | église catholique Saint-Georges           | inscrit    | 2000                  | Notice no PM67001427 |       |
| calice                                                  | église catholique Saint-Georges           | classé     | 2001                  | Notice no PM67000900 |       |
| 3 confessionnaux                                        | église catholique Saint-Georges           | classé     | 2001                  | Notice no PM67000899 |       |
| stalles                                                 | église catholique Saint-Georges           | classé     | 2001                  | Notice no PM67000898 |       |
| orgue de tribune                                        | église paroissiale Saint-Georges          | classé     | 1975                  | Notice no PM67001082 |       |
| orgue de tribune : buffet d'orgue                       | église paroissiale Saint-Georges          | classé     | 1975                  | Notice no PM67000267 |       |
| chaise à prie-Dieu                                      | église des Jésuites                       | classé     | 2001                  | Notice no PM67000892 |       |
| tableau : Les Pèlerins d'Emmaüs                         | église du collège de jésuites Saint-Louis | inscrit    | 2000                  | Notice no PM67001446 |       |
| tableau : Résurrection du Christ                        | église du collège de jésuites Saint-Louis | inscrit    | 2000                  | Notice no PM67001445 |       |
| tableau : Annonciation                                  | église du collège de jésuites Saint-Louis | inscrit    | 2000                  | Notice no PM67001444 |       |
| statue de procession : Vierge de l'Immaculée Conception | église du collège de jésuites Saint-Louis | inscrit    | 2000                  | Notice no PM67001443 |       |